# Kobyly
Kobyly és un poble i municipi d'Eslovàquia. Es troba a la regió de Prešov, al nord del país.

## Història
La primera referència escrita de la vila data del 1277.

## Demografia
| Godina             | 1994 | 2004    | 2014   | 2024   |
| ------------------ | ---- | ------- | ------ | ------ |
| Nombre de persones | 766  | 845     | 867    | 903    |
| Diferència         |      | +10,31% | +2,60% | +4,15% |

| Godina             | 2023 | 2024   |
| ------------------ | ---- | ------ |
| Nombre de persones | 884  | 903    |
| Diferència         |      | +2,14% |